# Grignan
Grignan település Franciaországban, Drôme megyében. Lakosainak száma 1589 fő (2022. január 1.). Grignan Montjoyer, Chamaret, Chantemerle-lès-Grignan, Colonzelle, Réauville, Salles-sous-Bois, Taulignan és Grillon községekkel határos.

## Népesség
A település népességének változása:
| Lakosok száma | 1113 | 1147 | 1300 | 1464 | 1590 | 1534 | 1551 | 1577 | 1590 | 1589 |
|               | 1968 | 1982 | 1990 | 2006 | 2013 | 2015 | 2017 | 2019 | 2020 | 2022 |